# Liga Boliviana de Básquetbol 2023
La temporada 2023 de la Liga Boliviana de Básquetbol fue la undécima edición del máximo torneo de clubes de básquetbol en Bolivia, organizado por la FBB. El campeón fue Leones, que lograba así su primer título.

## Equipos participantes

### Información de los equipos
| Equipo                                    | Ciudad     | Temp | Entrenador             | Coliseo                    | Capacidad |
| ----------------------------------------- | ---------- | ---- | ---------------------- | -------------------------- | --------- |
| Atómico Calero                            | Potosí     | 2    | Matias Martinho        | Ciudad de Potosí           | 10.000    |
| Básquetbol La Paz                         | La Paz     | 1    | Mauricio Méndez        | Julio Borelli Viteritto    | 7.500     |
| Club Atlético Nacional (CAN)              | Oruro      | 7    | Claudio Balmaceda      | Coliseo CAN                | -         |
| Club Atlético Ramallo Lafuente (Carl A-Z) | Oruro      | 4    | Marcelo Mendieta       | Eduardo Leclere Polo       | 10.000    |
| Leones                                    | Potosí     | 2    | Mariano Javier Aguilar | Ciudad de Potosí           | 10.000    |
| Nacional Potosí                           | Potosí     | 3    | Enrique Lancelotti     | Ciudad de Potosí           | 10.000    |
| Pichincha                                 | Potosí     | 11   | Giovanny Vargas        | Ciudad de Potosí           | 10.000    |
| San Simón                                 | Cochabamba | 8    | Sandro Patiño          | Grover Suarez              | -         |
| Saracho                                   | Oruro      | 2    | Hugo Turilli           | Eduardo Leclere Polo       | 10.000    |
| Universitario (USFX)                      | Sucre      | 2    | Douglas Fernandez      | Polideportivo de Garcilazo | 10.000    |

### Cambios de entrenadores
| Listado de entrenadores | Listado de entrenadores | Listado de entrenadores |
| Equipo                  | Fechas                  | Entrenador              |
| ----------------------- | ----------------------- | ----------------------- |
| Atómico Calero          | 1º - 12º                | Matias Martinho         |
| Atómico Calero          | 13º - Act.              | Victor Hugo Grimaldiz   |
| Básquetbol La Paz       | 1º - 5º                 | Mauricio Méndez         |
| Básquetbol La Paz       | 6º                      | Maria Paula Urquiola    |
| Básquetbol La Paz       | 7º - 9º                 | Fernando Ampuero        |
| Básquetbol La Paz       | 10º - Act               | Maria Paula Urquiola    |
| CAN                     | 1º - 12º                | Claudio Balmaceda       |
| CAN                     | 13º - Act               | Gustavo Alvarez         |
| Carl A-Z                | 1º - Act                | Marcelo Mendieta        |
| Leones                  | 1º - 5º                 | Mariano Javier Aguilar  |
| Leones                  | 6º - Act                | Diego D'Andrea          |
| Nacional Potosí         | 1º - 15º                | Enrique Lancelotti      |
| Nacional Potosí         | 16º - Act               | Matias Martinho         |
| Pichincha               | 1º - Act                | Giovanny Vargas         |
| San Simón               | 1º - Act                | Sandro Patiño           |
| Saracho                 | 1º - 5º                 | Hugo Turilli            |
| Saracho                 | 6º - Act                | Mariano Javier Aguilar  |
| Universitario           | 1º - Act                | Douglas Fernandez       |

## Sistema de competición
La Libobásquet de esta gestión tendrá la participación de 10 clubes, a diferencia de los demás torneos esta vez se hará un todos contra todos donde los 8 mejores clasificados accederán a los play-offs.
Tres clubes volvieron para esta temporada tras su paso por la Liga Nacional de Básquet 2022: Carl A-Z, Club Atlético Nacional (CAN) y el Club Atlético Nacional Potosí fueron devueltos a la competición tras un consenso con la Federación Boliviana de Básquetbol, el Club Atlético Nacional Potosí Basquetbol, fue el campeón de la LNB, una liga no respaldada por la Federación Boliviana de Basquet.
Para esta temporada la transmisión se dará a través de Entel (Bolivia) y la plataforma de Basquet Pass. Tres partidos irán por Básquet Pass y los dos restantes a través de Entel.

### Primera fase
La primera parte del torneo se jugará en un todos contra todos donde los mejores 8 equipos clasificarán a la segunda fase.
La fase final de Playoffs se jugará al mejor de 3 partidos en la ronda de 4º de final con el formato (1-2), y al mejor de 5 en semifinales y las finales con el formato (2-2-1).

## Fase regular

### Clasificación
| Equipo            | PJ | PG | PP | CF   | CC   | DIF  | Pts |
| ----------------- | -- | -- | -- | ---- | ---- | ---- | --- |
| Pichincha         | 18 | 12 | 6  | 1484 | 1401 | 83   | 30  |
| San Simón         | 18 | 11 | 7  | 1546 | 1441 | 105  | 29  |
| Carl A-Z          | 18 | 11 | 7  | 1470 | 1371 | 99   | 29  |
| Nacional Potosí   | 18 | 11 | 7  | 1502 | 1359 | 143  | 29  |
| Universitario     | 18 | 9  | 9  | 1456 | 1483 | -27  | 27  |
| CAN               | 18 | 8  | 10 | 1356 | 1404 | -48  | 26  |
| Leones            | 18 | 8  | 10 | 1413 | 1370 | 43   | 26  |
| Atómico Calero    | 18 | 8  | 10 | 1322 | 1351 | -29  | 26  |
| Saracho           | 18 | 7  | 11 | 1356 | 1464 | -108 | 25  |
| Básquetbol La Paz | 18 | 5  | 13 | 1456 | 1717 | -261 | 23  |

|  | Clasificados a los Play-offs. |

### Fixture
- La hora de cada encuentro corresponde al huso horario que rige a Bolivia (UTC-4).

| Básquetbol La Paz | 85 – 80 | Carl A-Z        | Julio Borelli Viteritto | 14 de marzo | 20:00 | Entel TV     |
| Leones            | 83 – 90 | Nacional Potosí | Ciudad de Potosí        | 16 de marzo | 20:00 | Entel TV     |
| Pichincha         | 94 – 68 | Saracho         | Ciudad de Potosí        | 17 de marzo | 20:00 | Basquet Pass |
| San Simón         | 81 – 80 | CAN             | Grover Suárez           | 18 de marzo | 19:00 | Basquet Pass |
| Universitario     | 78 – 70 | Atómico Calero  | Coliseo Universitario   | 18 de marzo | 20:00 | Basquet Pass |

| Carl A-Z        | 71 – 86 | San Simón         | Eduardo Leclere Polo | 21 de marzo | 20:00 | Basquet Pass |
| Nacional Potosí | 77 – 83 | CAN               | Ciudad de Potosí     | 22 de marzo | 20:00 | Basquet Pass |
| Saracho         | 87 – 78 | Universitario     | Eduardo Leclere Polo | 23 de marzo | 20:00 | Entel TV     |
| Atómico Calero  | 77 – 70 | Pichincha         | Ciudad de Potosí     | 24 de marzo | 20:00 | Entel TV     |
| Leones          | 96 – 58 | Básquetbol La Paz | Ciudad de Potosí     | 25 de marzo | 20:00 | Basquet Pass |

| San Simón         | 67 – 70 | Saracho         | Grover Suárez           | 28 de marzo | 19:00 | Entel TV     |
| CAN               | 84 – 69 | Atómico Calero  | Coliseo CAN             | 28 de marzo | 21:45 | Basquet Pass |
| Básquetbol La Paz | 69 – 81 | Nacional Potosí | Julio Borelli Viteritto | 30 de marzo | 19:00 | Basquet Pass |
| Pichincha         | 62 – 65 | Carl A-Z        | Ciudad de Potosí        | 30 de marzo | 20:30 | Basquet Pass |
| Universitario     | 83 – 66 | Leones          | Coliseo Universitario   | 1 de abril  | 19:00 | Entel TV     |

| Atómico Calero  | 87 – 90  | Básquetbol La Paz | Ciudad de Potosí     | 1 de abril | 20:30 | Basquet Pass |
| Saracho         | 82 – 71  | Leones            | Coliseo Saracho      | 4 de abril | 19:00 | Basquet Pass |
| San Simón       | 71 – 78  | Pichincha         | Grover Suárez        | 4 de abril | 20:30 | Entel TV     |
| Carl A-Z        | 95 – 100 | CAN               | Eduardo Leclere Polo | 5 de abril | 19:00 | Entel TV     |
| Nacional Potosí | 92 – 53  | Universitario     | Ciudad de Potosí     | 5 de abril | 20:30 | Basquet Pass |

| CAN               | 76 – 66 | Leones          | Coliseo CAN             | 11 de abril | 19:00 | Basquet Pass |
| Básquetbol La Paz | 81 – 93 | Universitario   | Julio Borelli Viteritto | 11 de abril | 20:30 | Entel TV     |
| Carl A-Z          | 86 – 62 | Saracho         | Eduardo Leclere Polo    | 13 de abril | 20:30 | Basquet Pass |
| Pichincha         | 93 – 80 | Nacional Potosí | Ciudad de Potosí        | 13 de abril | 20:30 | Entel TV     |
| San Simón         | 86 – 90 | Atómico Calero  | Grover Suárez           | 15 de abril | 20:30 | Basquet Pass |

| Leones          | 70 – 73 | Pichincha         | Ciudad de Potosí      | 15 de abril | 19:00 | Basquet Pass |
| Nacional Potosí | 84 – 72 | San Simón         | Ciudad de Potosí      | 25 de abril | 19:00 | Entel TV     |
| Saracho         | 83 – 77 | Básquetbol La Paz | Coliseo Saracho       | 25 de abril | 20:30 | Basquet Pass |
| Atómico Calero  | 77 – 66 | Carl A-Z          | Ciudad de Potosí      | 27 de abril | 19:00 | Basquet Pass |
| Universitario   | 89 – 60 | CAN               | Coliseo Universitario | 27 de abril | 20:30 | Entel TV     |

| CAN            | 98 – 79 | Básquetbol La Paz | Coliseo CAN          | 29 de abril | 19:00 | Basquet Pass |
| San Simón      | 86 – 82 | Leones            | Grover Suárez        | 29 de abril | 20:30 | Entel TV     |
| Pichincha      | 88 – 80 | Universitario     | Ciudad de Potosí     | 2 de mayo   | 19:00 | Basquet Pass |
| Carl A-Z       | 87 – 80 | Nacional Potosí   | Eduardo Leclere Polo | 2 de mayo   | 20:30 | Entel TV     |
| Atómico Calero | 65 – 58 | Saracho           | Ciudad de Potosí     | 4 de mayo   | 19:00 | Basquet Pass |

| Básquetbol La Paz | 104 – 117 | Pichincha      | Julio Borelli Viteritto | 4 de mayo | 20:30 | Entel TV     |
| Leones            | 91 – 76   | Carl A-Z       | Ciudad de Potosí        | 6 de mayo | 19:00 | Basquet Pass |
| CAN               | 70 – 78   | Saracho        | Coliseo CAN             | 6 de mayo | 20:30 | Entel TV     |
| Universitario     | 60 – 85   | San Simón      | Coliseo Universitario   | 9 de mayo | 19:00 | Basquet Pass |
| Nacional Potosí   | 91 – 70   | Atómico Calero | Ciudad de Potosí        | 9 de mayo | 20:30 | Basquet Pass |

| San Simón      | 109 – 75 | Básquetbol La Paz | Grover Suárez        | 11 de mayo | 19:00 | Basquet Pass |
| Pichincha      | 85 – 62  | CAN               | Ciudad de Potosí     | 11 de mayo | 20:30 | Basquet Pass |
| Carl A-Z       | 91 – 78  | Universitario     | Eduardo Leclere Polo | 13 de mayo | 19:00 | Entel TV     |
| Saracho        | 60 – 86  | Nacional Potosí   | Coliseo Saracho      | 13 de mayo | 20:30 | Basquet Pass |
| Atómico Calero | 62 – 72  | Leones            | Ciudad de Potosí     | 16 de mayo | 20:00 | Entel TV     |

| Atómico Calero  | 74 – 75  | Universitario     | Ciudad de Potosí     | 30 de mayo | 19:00 | Basquet Pass |
| Carl A-Z        | 121 – 56 | Básquetbol La Paz | Eduardo Leclere Polo | 30 de mayo | 20:30 | Entel TV     |
| Saracho         | 80 – 86  | Pichincha         | Eduardo Leclere Polo | 1 de junio | 19:00 | Basquet Pass |
| Nacional Potosí | 91 – 84  | Leones            | Ciudad de Potosí     | 1 de junio | 20:30 | Entel TV     |
| CAN             | 74 – 81  | San Simón         | Coliseo CAN          | 3 de junio | 19:00 | Basquet Pass |

| Universitario     | 90 – 83  | Saracho         | Coliseo Universitario   | 3 de junio | 20:30 | Entel TV     |
| Básquetbol La Paz | 84 – 115 | Leones          | Julio Borelli Viteritto | 6 de junio | 19:00 | Basquet Pass |
| Pichincha         | 61 – 72  | Atómico Calero  | Ciudad de Potosí        | 6 de junio | 20:30 | Entel TV     |
| CAN               | 59 – 83  | Nacional Potosí | Coliseo CAN             | 8 de junio | 19:00 | Basquet Pass |
| San Simón         | 88 – 78  | Carl A-Z        | Grover Suárez           | 8 de junio | 20:30 | Basquet Pass |

| Carl A-Z        | 88 – 66  | Pichincha         | Eduardo Leclere Polo | 10 de junio | 19:00 | Entel TV     |
| Atómico Calero  | 68 – 58  | CAN               | Ciudad de Potosí     | 10 de junio | 20:30 | Basquet Pass |
| Leones          | 84 – 72  | Universitario     | Ciudad de Potosí     | 13 de junio | 20:30 | Entel TV     |
| Saracho         | 84 – 103 | San Simón         | Coliseo Saracho      | 14 de junio | 19:30 | Basquet Pass |
| Nacional Potosí | 103 – 79 | Básquetbol La Paz | Ciudad de Potosí     | 15 de junio | 19:00 | Basquet Pass |

| CAN               | 64 – 67 | Carl A-Z        | Coliseo CAN             | 15 de junio | 20:30 | Basquet Pass |
| Universitario     | 81 – 68 | Nacional Potosí | Coliseo Universitario   | 17 de junio | 19:00 | Entel TV     |
| Leones            | 68 – 67 | Saracho         | Ciudad de Potosí        | 17 de junio | 20:30 | Basquet Pass |
| Básquetbol La Paz | 74 – 67 | Atómico Calero  | Julio Borelli Viteritto | 20 de junio | 19:00 | Entel TV     |
| Pichincha         | 85 – 81 | San Simón       | Ciudad de Potosí        | 20 de junio | 20:30 | Basquet Pass |

| Leones          | 71 – 64  | CAN               | Ciudad de Potosí      | 22 de junio | 19:00 | Basquet Pass |
| Universitario   | 101 – 93 | Básquetbol La Paz | Coliseo Universitario | 22 de junio | 20:30 | Basquet Pass |
| Nacional Potosí | 78 – 86  | Pichincha         | Ciudad de Potosí      | 23 de junio | 19:00 | Entel TV     |
| Saracho         | 79 – 70  | Carl A-Z          | Coliseo Saracho       | 24 de junio | 19:00 | Entel TV     |
| Atómico Calero  | 76 – 71  | San Simón         | Ciudad de Potosí      | 24 de junio | 20:30 | Basquet Pass |

| Básquetbol La Paz | 100 – 80 | Saracho         | Julio Borelli Viteritto | 27 de junio | 20:30 | Basquet Pass |
| CAN               | 87 – 74  | Universitario   | Coliseo CAN             | 29 de junio | 19:00 | Basquet Pass |
| San Simón         | 89 – 84  | Nacional Potosí | Grover Suárez           | 29 de junio | 20:30 | Entel TV     |
| Pichincha         | 73 – 72  | Leones          | Ciudad de Potosí        | 1 de julio  | 19:00 | Entel TV     |
| Carl A-Z          | 85 – 74  | Atómico Calero  | Eduardo Leclere Polo    | 1 de julio  | 20:30 | Basquet Pass |

| Básquetbol La Paz | 87 – 79 | CAN            | Julio Borelli Viteritto | 4 de julio | 19:00 | Entel TV     |
| Nacional Potosí   | 74 – 79 | Carl A-Z       | Ciudad de Potosí        | 4 de julio | 20:30 | Basquet Pass |
| Universitario     | 99 – 92 | Pichincha      | Coliseo Universitario   | 6 de julio | 19:00 | Entel TV     |
| Leones            | 84 – 76 | San Simón      | Ciudad de Potosí        | 6 de julio | 20:30 | Basquet Pass |
| Saracho           | 94 – 87 | Atómico Calero | Coliseo Saracho         | 8 de julio | 19:00 | Basquet Pass |

| Carl A-Z       | 87 – 73  | Leones            | Eduardo Leclere Polo | 8 de julio  | 20:30 | Entel TV     |
| San Simón      | 104 – 96 | Universitario     | Grover Suárez        | 11 de julio | 20:30 | Basquet Pass |
| Pichincha      | 97 – 75  | Básquetbol La Paz | Ciudad de Potosí     | 12 de julio | 19:00 | Basquet Pass |
| Saracho        | 76 – 79  | CAN               | Coliseo Saracho      | 13 de julio | 19:30 | Basquet Pass |
| Atómico Calero | 67 – 73  | Nacional Potosí   | Ciudad de Potosí     | 13 de julio | 20:30 | Entel TV     |

| Universitario     | 76 – 78  | Carl A-Z       | Coliseo Universitario   | 15 de julio | 19:00 | Basquet Pass |
| CAN               | 79 – 78  | Pichincha      | Coliseo CAN             | 15 de julio | 20:30 | Basquet Pass |
| Nacional Potosí   | 87 – 65  | Saracho        | Ciudad de Potosí        | 17 de julio | 20:00 | Entel TV     |
| Básquetbol La Paz | 90 – 110 | San Simón      | Julio Borelli Viteritto | 18 de julio | 19:00 | Entel TV     |
| Leones            | 65 – 70  | Atómico Calero | Ciudad de Potosí        | 18 de julio | 20:30 | Basquet Pass |

### Evolución de la clasificación y resultados
| Jornada / Equipo | 1  | 2  | 3  | 4  | 5  | 6  | 7  | 8  | 9  | 10 | 11 | 12 | 13 | 14 | 15 | 16 | 17 | 18 |
| Jornada / Equipo |    |    |    |    |    |    |    |    |    |    |    |    |    |    |    |    |    |    |
| ---------------- | -- | -- | -- | -- | -- | -- | -- | -- | -- | -- | -- | -- | -- | -- | -- | -- | -- | -- |
| Pichincha        | 1  | 3  | 6  | 4  | 3  | 2  | 1  | 1  | 1  | 1  | 2  | 3  | 2  | 1  | 1  | 1  | 1  | 1  |
| San Simón        | 5  | 1  | 4  | 5  | 7  | 8  | 8  | 5  | 3  | 3  | 3  | 2  | 3  | 3  | 3  | 4  | 2  | 2  |
| Carl A-Z         | 7  | 10 | 9  | 10 | 6  | 7  | 7  | 8  | 6  | 4  | 5  | 4  | 4  | 5  | 4  | 3  | 3  | 3  |
| Nacional Potosí  | 3  | 5  | 3  | 1  | 2  | 1  | 3  | 2  | 2  | 2  | 1  | 1  | 1  | 2  | 2  | 2  | 4  | 4  |
| Universitario    | 2  | 6  | 2  | 6  | 4  | 3  | 4  | 6  | 7  | 6  | 4  | 6  | 5  | 4  | 5  | 5  | 5  | 5  |
| CAN              | 6  | 4  | 1  | 2  | 1  | 4  | 2  | 3  | 4  | 5  | 7  | 8  | 8  | 9  | 9  | 9  | 8  | 6  |
| Leones           | 8  | 2  | 7  | 8  | 10 | 10 | 10 | 9  | 9  | 9  | 9  | 7  | 6  | 6  | 6  | 6  | 6  | 7  |
| A. Calero        | 9  | 7  | 8  | 9  | 8  | 6  | 5  | 7  | 8  | 8  | 6  | 5  | 7  | 7  | 7  | 7  | 9  | 8  |
| Saracho          | 10 | 8  | 5  | 3  | 5  | 5  | 6  | 4  | 5  | 7  | 8  | 9  | 9  | 8  | 8  | 8  | 7  | 9  |
| CBLP             | 4  | 9  | 10 | 7  | 9  | 9  | 9  | 10 | 10 | 10 | 10 | 10 | 10 | 10 | 10 | 10 | 10 | 10 |

|  |                      |
|  | Puestos de play-offs |

| Local / Visita  | CBLP   | CAL   | CAN    | CAZ   | LEO    | NPO   | PIC     | SSI    | SAR    | UNI    |
| --------------- | ------ | ----- | ------ | ----- | ------ | ----- | ------- | ------ | ------ | ------ |
| CBLP            |        | 74–67 | 87–79  | 85–80 | 84–115 | 69–81 | 104–117 | 90–110 | 100–80 | 81–93  |
| Calero          | 87–90  |       | 68–58  | 77–66 | 62–72  | 67–73 | 77–70   | 76–71  | 65–58  | 74–75  |
| CAN             | 98–79  | 84–69 |        | 64–67 | 76–66  | 59–83 | 79–78   | 74–81  | 70–78  | 87–74  |
| Carl A-Z        | 121–56 | 85–74 | 95–100 |       | 87–73  | 87–80 | 88–66   | 71–86  | 86–62  | 91–78  |
| Leones          | 96–58  | 65–70 | 71–64  | 91–76 |        | 83–90 | 70–73   | 84–76  | 68–67  | 84–72  |
| Nacional Potosí | 103–79 | 91–70 | 77–83  | 74–79 | 91–84  |       | 78–86   | 84–72  | 87–65  | 92–53  |
| Pichincha       | 97–75  | 61–72 | 85–62  | 62–65 | 73–72  | 93–80 |         | 85–81  | 94–68  | 88–80  |
| San Simón       | 109–75 | 86–90 | 81–80  | 88–78 | 86–82  | 89–84 | 71–78   |        | 67–70  | 104–96 |
| Saracho         | 83–77  | 94–87 | 76–79  | 79–70 | 82–71  | 60–86 | 80–86   | 84–103 |        | 87–78  |
| Universitario   | 101–93 | 78–70 | 89–60  | 76–78 | 83–66  | 81–68 | 99–92   | 60–85  | 90–83  |        |

### Equipos igualados en puntos
| Equipo          | PJ | PG | PP | CF  | CC  | DIF | Pts |
| --------------- | -- | -- | -- | --- | --- | --- | --- |
| San Simón       | 4  | 3  | 1  | 335 | 317 | +18 | 7   |
| Carl A-Z        | 4  | 2  | 2  | 315 | 328 | -13 | 6   |
| Nacional Potosí | 4  | 1  | 3  | 322 | 327 | -5  | 5   |

- San Simón se posiciona como segundo por mejores resultados entre equipos igualados en puntos.

| Equipo         | PJ | PG | PP | CF  | CC  | DIF | Pts |
| -------------- | -- | -- | -- | --- | --- | --- | --- |
| CAN            | 4  | 2  | 2  | 282 | 274 | +8  | 6   |
| Leones         | 4  | 2  | 2  | 274 | 272 | +2  | 6   |
| Atómico Calero | 4  | 2  | 2  | 269 | 279 | -10 | 6   |

- CAN se posiciona como sexto por mejores resultados entre equipos igualados en puntos.

## Play-offs
La primera ronda será al mejor de 3 partidos, las semifinales y las finales serán al mejor de 5 juegos.
|  | Cuartos de final | Cuartos de final | Cuartos de final |                 |    | Semifinales     | Semifinales     | Semifinales     |    |              | Final            | Final            | Final            |  |
|  | 21 - 29 de julio | 21 - 29 de julio | 21 - 29 de julio |                 |    | 1 - 8 de agosto | 1 - 8 de agosto | 1 - 8 de agosto |    |              | 9 - 15 de agosto | 9 - 15 de agosto | 9 - 15 de agosto |  |
|  |                  |                  |                  |                 |    |                 |                 |                 |    |              |                  |                  |                  |  |
|  |                  |                  |                  |                 |    |                 |                 |                 |    |              |                  |                  |                  |  |
|  | 1º               | Pichincha        | 2                |                 |    |                 |                 |                 |    |              |                  |                  |                  |  |
|  | 1º               | Pichincha        | 2                |                 |    |                 |                 |                 |    |              |                  |                  |                  |  |
|  | 8º               | Atómico Calero   | 1                |                 |    |                 |                 |                 |    |              |                  |                  |                  |  |
|  | 8º               | Atómico Calero   | 1                |                 | 1º | Pichincha       | 2               |                 |    |              |                  |                  |                  |  |
|  |                  |                  |                  |                 | 1º | Pichincha       | 2               |                 |    |              |                  |                  |                  |  |
|  |                  |                  | 4º               | Nacional Potosi | 3  |                 |                 |                 |    |              |                  |                  |                  |  |
|  | 4º               | Nacional Potosi  | 4º               | Nacional Potosi | 3  | 2               |                 |                 |    |              |                  |                  |                  |  |
|  | 4º               | Nacional Potosi  |                  |                 |    |                 |                 |                 |    |              |                  |                  |                  |  |
|  | 5º               | Universitario    | 1                |                 |    |                 |                 |                 |    |              |                  |                  |                  |  |
|  | 5º               | Universitario    | 1                |                 |    |                 |                 |                 |    | 4º           | Nacional Potosi  | 1                |                  |  |
|  |                  |                  |                  |                 |    |                 |                 |                 |    | 4º           | Nacional Potosi  | 1                |                  |  |
|  |                  |                  | 7º               | Leones          | 3  |                 |                 |                 |    |              |                  |                  |                  |  |
|  | 3º               | Carl A-Z         | 7º               | Leones          | 3  | 2               |                 |                 |    |              |                  |                  |                  |  |
|  | 3º               | Carl A-Z         |                  |                 |    |                 |                 |                 |    |              |                  |                  |                  |  |
|  | 6º               | CAN              | 0                |                 |    |                 |                 |                 |    |              |                  |                  |                  |  |
|  | 6º               | CAN              | 0                |                 | 3º | Carl A-Z        | 1               |                 |    | Tercer lugar | Tercer lugar     | Tercer lugar     |                  |  |
|  |                  |                  |                  |                 | 3º | Carl A-Z        | 1               |                 |    | Tercer lugar | Tercer lugar     | Tercer lugar     |                  |  |
|  |                  |                  | 7º               | Leones          | 3  |                 |                 |                 |    |              |                  |                  |                  |  |
|  | 2º               | San Simón        | 7º               | Leones          | 3  | 0               |                 |                 | 1º | Pichincha    | 3                |                  |                  |  |
|  | 2º               | San Simón        |                  |                 |    |                 |                 |                 | 1º | Pichincha    | 3                |                  |                  |  |
|  | 7º               | Leones           | 2                |                 |    |                 |                 |                 |    |              | 3º               | Carl A-Z         | 1                |  |
|  | 7º               | Leones           | 2                |                 |    |                 |                 |                 |    |              | 3º               | Carl A-Z         | 1                |  |
|  |                  |                  |                  |                 |    |                 |                 |                 |    |              |                  |                  |                  |  |

- Nota: En cada llave, el equipo que figura en la parte superior de la llave cuentan con ventaja de campo.

### Cuartos de final
Pichincha vs Atómico Calero
| 21 de julio, 20:30 | Pichincha                                                        | 75–77                | Atómico Calero                                                 | Potosí                                                                                    |  |  |
|                    | Parciales: 22–17, 12–22, 27–21, 14–17                            |                      |                                                                |                                                                                           |  |  |
|                    | Estadísticas Eduardo Gamboa 19 Eduardo Gamboa 9 Eduardo Gamboa 4 | Reporte Pts Reb Asts | Estadísticas 21 Michael Jones 16 Juan Oberto 8 Agustin Carreon | Pabellón: Ciudad de Potosí Árbitros: * Daniel Jimenez * Esrrael Condori * Jassmany Choque |  |  |
| Serie: 0–1         |                                                                  |                      |                                                                |                                                                                           |  |  |
|                    |                                                                  |                      |                                                                |                                                                                           |  |  |

| 24 de julio, 20:00 | Atómico Calero                                            | 69–71                | Pichincha                                                | Potosí                                                                              |  |  |
|                    | Parciales: 10–16, 24–16, 15–15, 18–20 (T.E.: 2–4)         |                      |                                                          |                                                                                     |  |  |
|                    | Estadísticas Mateo Ortiz 26 Juan Oberto 9 Celmar Alanes 5 | Reporte Pts Reb Asts | Estadísticas 23 Eric Lovet 8 Eric Lovet 5 Eduardo Gamboa | Pabellón: Ciudad de Potosí Árbitros: * Daniel Vega * Esrrael Condori * Gabriel Daza |  |  |
| Serie: 1–1         |                                                           |                      |                                                          |                                                                                     |  |  |
|                    |                                                           |                      |                                                          |                                                                                     |  |  |

| 28 de julio, 20:30 | Pichincha                                                           | 56–50                | Atómico Calero                                                   | Potosí                                                                                |  |  |
|                    | Parciales: 11–7, 21–12, 8–12, 16–19                                 |                      |                                                                  |                                                                                       |  |  |
|                    | Estadísticas Eduardo Gamboa 18 Raul Salvatierra 10 Eduardo Gamboa 3 | Reporte Pts Reb Asts | Estadísticas 16 Agustin Carreon 20 Juan Oberto 3 Agustin Carreon | Pabellón: Ciudad de Potosí Árbitros: * Daniel Jimenez * Daniel Vega * Esrrael Condori |  |  |
| Serie: 2–1         |                                                                     |                      |                                                                  |                                                                                       |  |  |
|                    |                                                                     |                      |                                                                  |                                                                                       |  |  |

Nacional Potosí vs Universitario
| 22 de julio, 19:00 | Nacional Potosí                                                          | 84–85                | Universitario                                                                | Potosí                                                                                     |  |  |
|                    | Parciales: 23–18, 16–22, 20–16, 21–24 (T.E.: 4–5)                        |                      |                                                                              |                                                                                            |  |  |
|                    | Estadísticas Adriano Barreras 29 Cristhian Camargo 15 Adriano Barreras 5 | Reporte Pts Reb Asts | Estadísticas 21 Haylen Van Washington 12 Haylen Van Washington 5 Jose Choque | Pabellón: Ciudad de Potosí Árbitros: * Daniel Jimenez * Esrrael Condori * Alejandro Vargas |  |  |
| Serie: 0–1         |                                                                          |                      |                                                                              |                                                                                            |  |  |
|                    |                                                                          |                      |                                                                              |                                                                                            |  |  |

| 26 de julio, 20:30 | Universitario                                                                    | 81–84                | Nacional Potosí                                                           | Sucre                                                                                          |  |  |
|                    | Parciales: 17–16, 21–27, 17–19, 26–22                                            |                      |                                                                           |                                                                                                |  |  |
|                    | Estadísticas Haylen Van Washington 24 Haylen Van Washington 13 Sebastian Calvo 4 | Reporte Pts Reb Asts | Estadísticas 23 Adriano Barreras 10 Cristhian Camargo 6 Cristhian Camargo | Pabellón: Coliseo Universitario Árbitros: * Esrrael Condori * Alejandro Vargas * Marcio Mamani |  |  |
| Serie: 1–1         |                                                                                  |                      |                                                                           |                                                                                                |  |  |
|                    |                                                                                  |                      |                                                                           |                                                                                                |  |  |

| 29 de julio, 20:30 | Nacional Potosí                                                        | 104–61               | Universitario                                                                         | Potosí                                                                                 |  |  |
|                    | Parciales: 26–20, 30–11, 28–9, 20–21                                   |                      |                                                                                       |                                                                                        |  |  |
|                    | Estadísticas Adriano Barreras 20 Cristhian Camargo 9 Carlos Gonzales 4 | Reporte Pts Reb Asts | Estadísticas 27 Haylen Van Washington 8 Haylen Van Washington 2 Haylen Van Washington | Pabellón: Ciudad de Potosí Árbitros: * Daniel Jimenez * Vladimir Revollo * Daniel Vega |  |  |
| Serie: 2–1         |                                                                        |                      |                                                                                       |                                                                                        |  |  |
|                    |                                                                        |                      |                                                                                       |                                                                                        |  |  |

San Simón vs Leones
| 21 de julio, 19:00 | San Simón                                                              | 95–99                | Leones                                                  | Cochabamba                                                            |  |  |
|                    | Parciales: 19–21, 26–29, 25–23, 25–26                                  |                      |                                                         |                                                                       |  |  |
|                    | Estadísticas Rolando Vallejos 35 Rolando Vallejos 13 Andres Trujillo 5 | Reporte Pts Reb Asts | Estadísticas 38 Ronald Arze 8 Ronald Arze 8 Ronald Arze | Pabellón: Grover Suarez Árbitros: * Ariel Almendras * Daniel Vega * - |  |  |
| Serie: 0–1         |                                                                        |                      |                                                         |                                                                       |  |  |
|                    |                                                                        |                      |                                                         |                                                                       |  |  |

| 25 de julio, 20:00 | Leones                                                     | 92–90                | San Simón                                                           | Potosí                                                                                    |  |  |
|                    | Parciales: 20–23, 28–21, 16–17, 20–23 (T.E.: 8–6)          |                      |                                                                     |                                                                                           |  |  |
|                    | Estadísticas Julian Morales 21 Ronald Arze 9 Ronald Arze 8 | Reporte Pts Reb Asts | Estadísticas 28 Rolando Vallejos 14 Rolando Vallejos 5 Jose Zorilla | Pabellón: Ciudad de Potosí Árbitros: * Jassmany Choque * Ariel Almendras * Jeyddi Machaca |  |  |
| Serie: 2–0         |                                                            |                      |                                                                     |                                                                                           |  |  |
|                    |                                                            |                      |                                                                     |                                                                                           |  |  |

Carl A-Z vs CAN
| 22 de julio, 20:30 | Carl A-Z                                                      | 87–62                | CAN                                                               | Oruro                                                                                       |  |  |
|                    | Parciales: 28–14, 18–10, 30–19, 11–19                         |                      |                                                                   |                                                                                             |  |  |
|                    | Estadísticas Diego Romero 23 Diego Romero 20 Daniel Orresta 9 | Reporte Pts Reb Asts | Estadísticas 14 Deondre Wade 9 Facundo Jerez 5 Jose Gil Rodriguez | Pabellón: Eduardo Leclere Polo Árbitros: * Jassmany Choque * Ariel Almendras * Gabriel Daza |  |  |
| Serie: 1–0         |                                                               |                      |                                                                   |                                                                                             |  |  |
|                    |                                                               |                      |                                                                   |                                                                                             |  |  |

| 26 de julio, 19:00 | CAN                                                                    | 79–86                | Carl A-Z                                                        | Oruro                                                                                |  |  |
|                    | Parciales: 25–22, 24–25, 20–17, 10–22                                  |                      |                                                                 |                                                                                      |  |  |
|                    | Estadísticas Juan Martin Bello 31 Boris Camacho 10 Juan Martin Bello 5 | Reporte Pts Reb Asts | Estadísticas 26 Daniel Orresta 21 Diego Romero 6 Daniel Orresta | Pabellón: Coliseo CAN Árbitros: * Jassmany Choque * Ariel Almendras * Heiddy Machaca |  |  |
| Serie: 0–2         |                                                                        |                      |                                                                 |                                                                                      |  |  |
|                    |                                                                        |                      |                                                                 |                                                                                      |  |  |

### Semifinales
Pichincha vs Nacional Potosi
| 1 de agosto, 19:00 | Pichincha                                                    | 82–86                | Nacional Potosí                                                      | Potosí                                                                                     |  |  |
|                    | Parciales: 17–22, 17–21, 15–22, 32–12 (T.E.: 5–9)            |                      |                                                                      |                                                                                            |  |  |
|                    | Estadísticas Eduardo Gamboa 32 Eric Lovet 7 Eduardo Gamboa 7 | Reporte Pts Reb Asts | Estadísticas 28 Adriano Barreras 12 Cristhian Camargo 5 Luis Mercado | Pabellón: Ciudad de Potosí Árbitros: * Daniel Jimenez * Ariel Almendras * Veronica Nicolas |  |  |
| Serie: 0–1         |                                                              |                      |                                                                      |                                                                                            |  |  |
|                    |                                                              |                      |                                                                      |                                                                                            |  |  |

| 2 de agosto, 20:30 | Pichincha                                            | 69–59                | Nacional Potosí                                           | Potosí                                                                                  |  |  |
|                    | Parciales: 9–15, 19–13, 19–15, 22–16                 |                      |                                                           |                                                                                         |  |  |
|                    | Estadísticas Eric Lovet 15 Rene Calvo 8 Rene Calvo 8 | Reporte Pts Reb Asts | Estadísticas 22 Andres Acuña 8 Alan Castro 3 Andres Acuña | Pabellón: Ciudad de Potosí Árbitros: * Daniel Vega * Esrrael Condori * Veronica Nicolas |  |  |
| Serie: 1–1         |                                                      |                      |                                                           |                                                                                         |  |  |
|                    |                                                      |                      |                                                           |                                                                                         |  |  |

| 3 de agosto, 19:00 | Nacional Potosi                                                | 74–65                | Pichincha                                             | Potosí                                                                                    |  |  |
|                    | Parciales: 22–21, 22–15, 11–12, 19–17                          |                      |                                                       |                                                                                           |  |  |
|                    | Estadísticas Adriano Barreras 29 Luis Mercado 8 Andres Acuña 4 | Reporte Pts Reb Asts | Estadísticas 21 Eric Lovet 11 Eric Lovet 3 Eric Lovet | Pabellón: Ciudad de Potosí Árbitros: * Ariel Almendras * Esrrael Condori * Jeiddy Machaca |  |  |
| Serie: 2–1         |                                                                |                      |                                                       |                                                                                           |  |  |
|                    |                                                                |                      |                                                       |                                                                                           |  |  |

| 5 de agosto, 20:30 | Nacional Potosi                                                          | 85–92                | Pichincha                                                       | Potosí                                                                                    |  |  |
|                    | Parciales: 16–20, 26–30, 20–21, 23–21                                    |                      |                                                                 |                                                                                           |  |  |
|                    | Estadísticas Adriano Barreras 31 Cristhian Camargo 9 Cristhian Camargo 5 | Reporte Pts Reb Asts | Estadísticas 18 Raul Salvatierra 7 Rene Calvo 10 Eduardo Gamboa | Pabellón: Ciudad de Potosí Árbitros: * Jassmany Choque * Esrrael Condori * Jeyddi Machaca |  |  |
| Serie: 2–2         |                                                                          |                      |                                                                 |                                                                                           |  |  |
|                    |                                                                          |                      |                                                                 |                                                                                           |  |  |

| 8 de agosto, 19:00 | Pichincha                                              | 57–78                | Nacional Potosí                                                      | Potosí                                                                                     |  |  |
|                    | Parciales: 15–25, 18–14, 9–26, 15–13                   |                      |                                                                      |                                                                                            |  |  |
|                    | Estadísticas Eric Lovet 14 Rene Calvo 7 Axel Veizaga 3 | Reporte Pts Reb Asts | Estadísticas 28 Adriano Barreras 12 Andres Acuña 7 Cristhian Camargo | Pabellón: Ciudad de Potosí Árbitros: * Jassmany Choque * Ariel Almendras * Esrrael Condori |  |  |
| Serie: 2–3         |                                                        |                      |                                                                      |                                                                                            |  |  |
|                    |                                                        |                      |                                                                      |                                                                                            |  |  |

Carl A-Z vs Leones
| 1 de agosto, 20:30 | Carl A-Z                                                          | 84–76                | Leones                                                      | Oruro                                                                                     |  |  |
|                    | Parciales: 26–21, 28–18, 12–20, 18–17                             |                      |                                                             |                                                                                           |  |  |
|                    | Estadísticas Samuel Valverde 20 Diego Romero 22' Daniel Orresta 8 | Reporte Pts Reb Asts | Estadísticas 19 Ronald Arze 8 James Edmond Jr 6 Ronald Arze | Pabellón: Eduardo Leclere Polo Árbitros: * Daniel Vega * Esrrael Condori * Jeyddi Machaca |  |  |
| Serie: 1–0         |                                                                   |                      |                                                             |                                                                                           |  |  |
|                    |                                                                   |                      |                                                             |                                                                                           |  |  |

| 2 de agosto, 19:00 | Carl A-Z                                                       | 70–74                | Leones                                                      | Oruro                                                                                        |  |  |
|                    | Parciales: 24–14, 10–20, 17–26, 19–14                          |                      |                                                             |                                                                                              |  |  |
|                    | Estadísticas Diego Romero 19 Diego Romero 19 Daniel Orresta 12 | Reporte Pts Reb Asts | Estadísticas 21 Ronald Arze 8 Martin Ochoa 6 Julian Morales | Pabellón: Eduardo Leclere Polo Árbitros: * Daniel Jimenez * Ariel Almendras * Jeyddi Machaca |  |  |
| Serie: 1–1         |                                                                |                      |                                                             |                                                                                              |  |  |
|                    |                                                                |                      |                                                             |                                                                                              |  |  |

| 4 de agosto, 20:30 | Leones                                                      | 83–73                | Carl A-Z                                                    | Potosí                                   |  |  |
|                    | Parciales: 22–18, 16–17, 15–15, 30–23                       |                      |                                                             |                                          |  |  |
|                    | Estadísticas Spencer Leroy 17 Maartin Ochoa 8 Ronald Arze 7 | Reporte Pts Reb Asts | Estadísticas 27 Diego Romero 21 Diego Romero 6 Diego Romero | Pabellón: Ciudad de Potosí Árbitros: * - |  |  |
| Serie: 2–1         |                                                             |                      |                                                             |                                          |  |  |
|                    |                                                             |                      |                                                             |                                          |  |  |

| 6 de agosto, 19:00 | Leones                                                    | 78–75                | Carl A-Z                                                      | Potosí                                                                                    |  |  |
|                    | Parciales: 27–14, 10–21, 19–15, 22–25                     |                      |                                                               |                                                                                           |  |  |
|                    | Estadísticas Martin Ochoa 18 Ronald Arze 10 Ronald Arze 7 | Reporte Pts Reb Asts | Estadísticas 25 Diego Romero 16 Diego Romero 4 Daniel Orresta | Pabellón: Ciudad de Potosí Árbitros: * Jassmany Choque * Daniel Jimenez * Esrrael Condori |  |  |
| Serie: 3–1         |                                                           |                      |                                                               |                                                                                           |  |  |
|                    |                                                           |                      |                                                               |                                                                                           |  |  |

### 3º y 4º puesto
Pichincha vs Carl A-Z
| 10 de agosto, 11:00 | Pichincha                                             | 73–66                | Carl A-Z                                                      | Potosí                                                                                    |  |  |
|                     | Parciales: 16–8, 13–21, 16–17, 28–20                  |                      |                                                               |                                                                                           |  |  |
|                     | Estadísticas Eric Lovet 18 Rene Calvo 13 Rene Calvo 8 | Reporte Pts Reb Asts | Estadísticas 19 Diego Romero 21 Diego Romero 4 Daniel Orresta | Pabellón: Ciudad de Potosí Árbitros: * Jeyddi Machaca * Ariel Almendras * Jassmany Choque |  |  |
| Serie: 1–0          |                                                       |                      |                                                               |                                                                                           |  |  |
|                     |                                                       |                      |                                                               |                                                                                           |  |  |

| 11 de agosto, 11:00 | Pichincha                                                       | 90–81                | Carl A-Z                                                      | Potosí                                   |  |  |
|                     | Parciales: 15–18, 26–20, 13–23, 23–16 (T.E.: 13–4)              |                      |                                                               |                                          |  |  |
|                     | Estadísticas Axel Veizaga 21 Rene Calvo 14 Salvador Barrancos 5 | Reporte Pts Reb Asts | Estadísticas 26 Daniel Orresta 37 Diego Romero 6 Diego Romero | Pabellón: Ciudad de Potosí Árbitros: * - |  |  |
| Serie: 2–0          |                                                                 |                      |                                                               |                                          |  |  |
|                     |                                                                 |                      |                                                               |                                          |  |  |

| 12 de agosto, 19:00 | Carl A-Z              | 20–0    | Pichincha    | Oruro                                        |  |  |
|                     | Parciales: –, –, –, – |         |              |                                              |  |  |
|                     | Estadísticas          | Pts Reb | Estadísticas | Pabellón: Eduardo Leclere Polo Árbitros: * - |  |  |
| Serie: 1–2          |                       |         |              |                                              |  |  |
|                     |                       |         |              |                                              |  |  |

| 15 de agosto, 20:30 | Carl A-Z                                                       | 89–95                | Pichincha                                               | Oruro                                                                                               |  |  |
|                     | Parciales: 26–30, 27–19, 22–29, 14–17                          |                      |                                                         | |  |  |
|                     | Estadísticas Samuel Valverde 30 Diego Romero 19 Diego Romero 7 | Reporte Pts Reb Asts | Estadísticas 37 Axel Veizaga 12 Rene Calvo 5 Rene Calvo | Pabellón: Eduardo Leclere Polo Árbitros: * Jassmany Choque * Veronica Nicolas * Juan Carlos Galarza |  |  |
| Serie: 1–3          |                                                                |                      |                                                         | |  |  |
|                     |                                                                |                      |                                                         | |  |  |

### Finales
Nacional Potosi vs Leones
| 9 de agosto, 20:30 | Nacional Potosi                                                      | 57–74                | Leones                                                   | Potosí                                                                                 |  |  |
|                    | Parciales: 12–21, 13–14, 18–22, 14–17                                |                      |                                                          |                                                                                        |  |  |
|                    | Estadísticas Cristhian Camargo 27 Cristhian Camargo 15 Paolo Ramos 5 | Reporte Pts Reb Asts | Estadísticas 22 Ronald Arze 7 James Edmond 6 Ronald Arze | Pabellón: Ciudad de Potosí Árbitros: * Jassmany Choque * Daniel Vega * Esrrael Condori |  |  |
| Serie: 0–1         |                                                                      |                      |                                                          |                                                                                        |  |  |
|                    |                                                                      |                      |                                                          |                                                                                        |  |  |

| 11 de agosto, 19:00 | Nacional Potosi                                                     | 74–66                | Leones                                                      | Potosí                                                                                |  |  |
|                     | Parciales: 24–16, 18–21, 14–12, 18–17                               |                      |                                                             |                                                                                       |  |  |
|                     | Estadísticas Andres Acuña 22 Adriano Barreras 9 Cristhian Camargo 4 | Reporte Pts Reb Asts | Estadísticas 16 Ronald Arze 10 Julian Morales 7 Ronald Arze | Pabellón: Ciudad de Potosí Árbitros: * Daniel Jimenez * Ariel Almendras * Daniel Vega |  |  |
| Serie: 1–1          |                                                                     |                      |                                                             |                                                                                       |  |  |
|                     |                                                                     |                      |                                                             |                                                                                       |  |  |

| 12 de agosto, 20:30 | Leones                                                      | 66–65                | Nacional Potosi                                                           | Potosí                                                                                 |  |  |
|                     | Parciales: 17–20, 18–19, 14–16, 17–10                       |                      |                                                                           |                                                                                        |  |  |
|                     | Estadísticas Ronald Arze 21 Julian Morales 8 James Edmond 4 | Reporte Pts Reb Asts | Estadísticas 21 Cristhian Camargo 14 Cristhian Camargo 3 Adriano Barreras | Pabellón: Ciudad de Potosí Árbitros: * Daniel Jimenez * Vladimir Revollo * Daniel Vega |  |  |
| Serie: 2–1          |                                                             |                      |                                                                           |                                                                                        |  |  |
|                     |                                                             |                      |                                                                           |                                                                                        |  |  |

| 15 de agosto, 19:00 | Leones                                                         | 82–80                | Nacional Potosi                                                     | Potosí                                                                                |  |  |
|                     | Parciales: 24–19, 19–15, 15–26, 24–20                          |                      |                                                                     |                                                                                       |  |  |
|                     | Estadísticas Julian Morales 21 Julian Morales 8 Martin Ochoa 6 | Reporte Pts Reb Asts | Estadísticas 18 Adriano Barreras 14 Cristhian Camargo 4 Paolo Ramos | Pabellón: Ciudad de Potosí Árbitros: * Daniel Vega * Esrrael Condori * Jeyddi Machaca |  |  |
| Serie: 3–1          |                                                                |                      |                                                                     |                                                                                       |  |  |
|                     |                                                                |                      |                                                                     |                                                                                       |  |  |

|                                                |
| Campeón Leones Potosi Básquetbol Primer Título |